# Charles Palmer
Charles Palmer (Old Warden, Bedfordshire, 18 d'agost de 1869 – Colwyn Bay, Denbighshire, Gal·les, 14 de novembre de 1947) va ser un tirador anglès que va competir durant el primer quart del segle xx. Va participar en tres edicions dels Jocs Olímpics, sempre en proves de fossa olímpica.
Els primers Jocs foren els de Londres de 1908, on la medalla d'or en la competició de fossa olímpica per equips, mentre en la prova individual fou cinquè.
El 1912, als Jocs d'Estocolm, guanyà la medalla de plata en fossa olímpica per equips i acabà en 21a posició en la prova individual.
El 1920, a Anvers, disputà els darrers Jocs Olímpics, amb una quarta posició final en la prova de fossa olímpica per equips.